# Blind Dating
Blind Dating (br: Encontro às Escuras; pt: Encontro às Cegas) é um filme estadunidense de 2006, dirigido por James Keach.

## Sinopse
O filme mostra o amor e a vida de uma maneira totalmente diferente. Danny (Chris Pine) é esperto, bonito, popular, e... cego. Não apenas fisicamente, ele também não consegue enxergar o quanto as mulheres são selvagens para si. Até mesmo sua sexy terapeuta não consegue ficar vestida perto dele. Depois de uma série de dolorosos encontros às escuro arranjadas por seu irmão, Danny se apaixona por uma jovem indiana, Leeza (Anjali Jay), e finalmente tudo parece perfeito. Mas quando as culturas se chocam e Leeza revela que está prometida a outra pessoa, Danny precisa provar a ela que há mais no amor do que os olhos podem ver.

## Elenco
- Chris Pine como Danny
- Anjali Jay como Leeza
- Frank Gerrish como Angelo
- Eddie Kaye Thomas como Larry/Lorenzo
- Jane Seymour como Dr. Evans
- Jodi Russell como Mrs. Van de Meer
- Stephen Tobolowsky como Dr. Perkins
- Jayma Mays como Mandy
- Jennifer Alden como Jasmine
- Pooch Hall como Jay
- Sendhil Ramamurthy como Arvind
- John Boccia como Jonnie
- Judith Benezra como Heidi
- Katy Mixon como Suzie

## Lançamento
Blind Dating teve pré-exibição em 28 de julho de 2006 no Stony Brook Film Festival mas seu lançamento oficial nos cinemas de todos os EUA ocorreu em 3 de novembro do mesmo ano.
O filme foi exibido pela primeira vez na tv brasileira em 3 de abril de 2010 no Supercine da Rede Globo.